# Hermann Granier
Hermann Granier (* 8. Dezember 1857 in Breslau; † 14. Januar 1941 in Berlin) war ein deutscher Historiker und Archivar.

## Leben
Als Sohn eines Breslauer Buchhändlers entschied er sich zunächst für die Offizierslaufbahn, schied aber nach acht Jahren aus gesundheitlichen Gründen aus dem Militärdienst aus. Danach absolvierte er ein Studium der Geschichte an der Universität Berlin und wurde dort 1889 zum Dr. phil. promoviert. 1893 begann er am Geheimen Staatsarchiv (GStA) in Berlin als Archivvolontär, wurde 1895 Archivassistent und 1898 als königlicher Archivar eingestellt. 1900 übersiedelte er zum Staatsarchiv Breslau, kehrte aber 1903 an das Geheime Staatsarchiv in Berlin zurück. Ab 1906 wirkte er bis zu seinem Ruhestand 1923 als Hausarchivar und Geheimer Archivrat am Königlichen Hausarchiv in Charlottenburg. Er publizierte und edierte überwiegend Dokumente aus der Zeit der Befreiungskriege und verfasste auch mehrere Lebensläufe für die Allgemeine Deutsche Biographie.
Er war mit Charlotte Parthey verheiratet. Aus der Ehe gingen vier Kinder hervor, darunter Friedrich Granier (1893-1946), der ebenfalls als preußischer Staatsarchivar wirksam war.
Die letzte Ruhestätte von Hermann Granier befindet sich auf dem Südwestkirchhof Stahnsdorf.

## Schriften
- Die Schlacht bei Lobositz am 1. Oktober 1756. Breslau 1890. (Diss.)
- Ernst Friedländer: Ältere Matrikeln der Universität Greifswald. Band. 2. Leipzig 1893; ND Osnabrück 1965 (= Publikationen aus den preußischen Staatsarchiven 57). Mitwirkung.
- Die Einmarschkämpfe der deutschen Armeen im August 1870. Berlin 1896.
- Der Feldzug von 1864, Berlin 1897.
- Zwei Berichte über das Gefecht bei Charlottenburg am 9. Oktober 1760: In: Jahrbücher für die deutsche Armee und Marine, 1898, Bd. 108, S. 162–166.
- Die Russen und Österreicher in Berlin im Oktober 1760. In: Paul Seidel (Hrsg.): Hohenzollern-Jahrbuch. 1898, S. 113–145 (zlb.de).
- Preußen und die katholische Kirche seit 1640. Teile 8–9 (1797–1807). Leipzig 1902; ND Osnabrück 1965 (= Publikationen aus den preußischen Staatsarchiven 76/77).
- Schlesische Kriegstagebücher aus der Franzosenzeit 1806–1815. Breslau 1904.
- Berichte aus der Berliner Franzosenzeit 1807–1809. Leipzig 1913. (= Publikationen aus den preußischen Staatsarchiven 88).
- Hohenzollernbriefe aus den Freiheitskriegen 1813–1815. Leipzig 1913 (Herausgeber).
- Aus dem Briefwechsel des Kronprinzen Friedrich Wilhelm und des Prinzen Wilhelm an ihre Cousine Pzn. Friederike von Preußen während der Befreiungskriege 1813–1815. In: Paul Seidel (Hrsg.): Hohenzollern-Jahrbuch. 1913, S. 171–209 (zlb.de). (Fortsetzung). In: Paul Seidel (Hrsg.): Hohenzollern-Jahrbuch. 1914, S. 28–37 (zlb.de).
- Das Feldzugstagebuch des Kronprinzen Friedrich Wilhelm von Preußen aus dem Jahre 1813. In: Paul Seidel (Hrsg.): Hohenzollern-Jahrbuch. 1913, S. 96–104 (zlb.de).
- Kriegstagebuch des schlesischen Husaren Julius Berent: In: Zeitschrift des Vereins für Geschichte Schlesiens, 1913, Jg. 47, S. 49–110.
- Zur Geschichte Kaiser Wilhelms I. Berlin 1921 (mit Paul Bailleu).
- Prinzenbriefe aus den Befreiungskriegen 1813–1815. Stuttgart / Berlin 1922 (Herausgeber).
- Otto von Bismarck: Gedanken und Erinnerungen. Stuttgart 1927 (Herausgeber).
- Otto von Bismarck: Ausgewählte Werke – Politische Reden. 2 Bände. Stuttgart 1928 (Herausgeber).
- Briefe des Fürsten Bismarck. 2 Bände. Stuttgart 1929 (Herausgeber).